# Tom Verica
Tom Verica, né Thomas A. Verica le 13 mai 1964 à Philadelphie, est un acteur, réalisateur et producteur américain.

## Biographie
Tom Verica grandit en Pennsylvanie et étudie les arts dramatiques à New York. Après quelques apparitions au théâtre, le jeune acteur commence sa carrière au cinéma. En 1990, il interprète son premier rôle dans 58 minutes pour vivre. Ensuite, Tom Verica tient des rôles de second plan pour la télévision avant d'incarner un personnage principal de la série télévisée Central Park West. Il faut attendre 2002 pour que Tom Verica connaisse une certaine réussite sur le petit écran grâce à Mes plus belles années. L'acteur l'a lui-même confié : « J'ai travaillé dans de nombreuses productions remplies de promesses et d'espoirs. Mais celle-ci semble avoir tout pour elle. ». Tom Verica endosse le rôle de Jack Pryor dans cette production de NBC diffusée jusqu'en 2005.
Dans le même temps, Verica se lance dans le domaine de la réalisation. Entre 2004 et 2014, il met en scène des épisodes pour Boston Justice, Grey's Anatomy ou Scandal. Cette dernière série est d'ailleurs également produite par Tom Verica. Son travail est vivement salué par l'acteur Tony Goldwyn qui le qualifie d'« incroyablement utile ». Toutefois, cela n'empêche pas Verica de continuer à jouer. Il a ainsi participé aux films Calculs meurtriers, Dragon rouge et Mémoires de nos pères.

## Filmographie

### Acteur

#### Au cinéma
Longs métrages
- 1990 : 58 minutes pour vivre (Die Hard 2) de Renny Harlin : Kahn
- 1993 : Les Aventuriers de l'Amazone (Eight Hundred Leagues Down the Amazon) de Luis Llosa : Manoel
- 1997 : La Fête des pères (Fathers' Day) d'Ivan Reitman : Peter
- 1997 : Loose Women de Paul F. Bernard : Le détective Laurent
- 1999 : Making Contact de Molly Smith
- 2002 : Calculs meurtriers (Murder by Numbers) de Barbet Schroeder : Al Swanson, l'assistant du procureur de district
- 2002 : Dragon rouge (Red Dragon) de Brett Ratner : Charles Leeds
- 2006 : Mémoires de nos pères (Flags of Our Fathers) de Clint Eastwood : Le lieutenant Pennell
- 2007 : Zodiac de David Fincher : Jim Dunbar

Court métrage
- 1998 : When It Clicks de Joanna Cappuccilli

#### À la télévision
Séries télévisées
- 1987 : La Force du destin (All My Children), épisode du 18 décembre 1987 : Duncan
- 1989 : Code Quantum (Quantum Leap), épisode « Le Kamikaze hilarant (Camikazi Kid) » (1-8) : Impala
- 1991 : La Loi de Los Angeles (L.A. Law), 9 épisodes : Bill Castroverde
- 1992 : Papa bricole (Home Improvement), épisode « Luck Be a Taylor Tonight » (1-22) : Charlie
- 1992 : Un drôle de shérif (Picket Fences), épisode « La dame aux serpents (The Snake Lady) » (1-10) : Brian Ronick
- 1993 : South Beach, épisode « Stake Out » (1-3) : Brooke Wyatt
- 1993 : Coup de foudre à Miami (Moon Over Miami), épisode « Black River Bride » (1-6) : Jake
- 1993 : Seinfeld, épisode « La Conversion (The Conversion) » (5-11) : Le docteur
- 1995 : New York Police Blues (NYPD Blue), épisode « Partie de campagne (Travels with Andy) » (2-13) : Le docteur Paul Druzinski
- 1995 : Matlock, épisode « Fraude toujours, 1re partie (The Scam - Part 1) » (9-17) : Craig Browning
- 1995 – 1996 : Central Park West, 21 épisodes : Mark Merrill
- 1996 : Flic de mon cœur (The Big Easy), épisode « Hotshots » (1-6) : Tyrell
- 1997 : Gun, épisode « L'Heure Est Venue (The Shot) » (1-1) : L'agent parlant rapidement
- 1997 : Presque parfaite (Almost Perfect), épisode « Quiproquo (This Is What Happens When You Don't Watch Problems) » (2-10) : Steven Ecstacy
- 1997 – 1998 : Une fille à scandales (The Naked Truth), 22 épisodes : Jake Sullivan
- 1998 : De la Terre à la Lune (From the Earth to the Moon), 3 épisodes : Dick Gordon
- 1999 : Providence, 13 épisodes : Kyle Moran
- 1999 – 2002 : Will et Grace (Will & Grace), 2 épisodes : Danny
- 2001 : Frasier, épisode « Un jour de mai (Day in may) » (8-23) : Jim
- 2001 : Citizen Baines, 4 épisodes : Andy Carlson
- 2001 – 2002 : State of Grace, 6 épisodes : Tommy Austin
- 2002 : Preuve à l'appui (Crossing Jordan), épisode « Double vie (Blood Relatives) » (1-12) : Mitch Weyland
- 2002 : Baby Bob (en), épisode « The Tell-Tale Art » (1-3) : Jake
- 2002 : Les Anges du bonheur (Touched by an Angel), épisode « Le carillon de Pâques (The Bells Of St Peters) » (8-19) : Brian
- 2002 – 2005 : Mes plus belles années (American Dreams), 61 épisodes : Jack Pryor
- 2005 : The Bad Girl's Guide, épisode « The Guide to in and Out » (1-6) : Keith
- 2005 : Les 4400 (The 4400), 3 épisodes : Le docteur Max Hudson
- 2006 : New York, unité spéciale (Law and Order: Special Victims Unit) (saison 7, épisode 13) : Jake Hunter
- 2006 : Dr House (House), épisode « Confusion des genres (Skin Deep) » (2-13) : Martin, le père d'Alex
- 2006 : Boston Justice (Boston Legal), épisode « Le puzzle (Trick or Treat) » (6-7) : Carl Newell, l'assistant du procureur
- 2006 – 2007 : The Nine : 52 heures en enfer (The Nine), 10 épisodes : Ed Nielson
- 2008 : Grey's Anatomy, épisode « Au cœur de la compétition (Rise Up) » (5-7) : Michael Norris
- 2009 : Lie to Me, épisode « Pour le meilleur… (Love Always) » (1-4) : Paul Aronson
- 2009 : Médium (Medium), épisode « La Loi des nombres (The Future's so Bright) » (6-9) : Le détective Aaron Carver
- 2010 : The Closer : L.A. enquêtes prioritaires (The Closer), épisode « Le cerveau (Jump the Gun) » (6-7) : Le détective Steve Hayward
- 2014 – 2020 : How to Get Away with Murder, 23 épisodes : Sam Keating

Téléfilms
- 1993 : Donato père et fille (Donato and Daughter) de Rod Holcomb : Bobby Keegan
- 1994 : L'espoir d'une mère (The Babymaker: The Dr. Cecil Jacobson Story) d'Arlene Sanford : Greg Bennett
- 1994 : Abus de pouvoir (Breach of Conduct) de Tim Matheson : Le lieutenant Ted Lutz
- 1995 : Not Our Son de Michael Ray Rhodes : Randy Litchfield
- 1996 : Secret Défense de John Harrison : Jack Byrne
- 1998 : L'enfer des Bermudes (Lost in the Bermuda Triangle) de Norberto Barba : Brian Foster
- 1999 : Love American Style de Barry Kemp et Robin Schiff : Ron
- 2008 : Squeegees de divers réalisateurs : Soapy
- 2009 : Princess Protection Program d'Allison Liddi : Joe Mason
- 2009 : The Amazing Mrs. Novak de Christopher Misiano : Frank Novak
- 2011 : Hound Dogs de Ron Shelton : Marty Crowley

### Réalisateur

#### Au cinéma
- Courts métrages
  - 2003 : Studio City
  - 2003 : George & Gracie

#### À la télévision
- Séries télévisées
  - 2004 : Mes plus belles années (American Dreams), 2 épisodes
  - 2007 : What About Brian, épisode « La valse des couples (What About Strange Bedfellows…) » (2-16)
  - 2007 : Six Degrees, épisode « Imposture (Objects in the Mirror) » (1-12)
  - 2007 – 2008 : Boston Justice (Boston Legal), 2 épisodes
  - 2007 – 2011 : Grey's Anatomy, 9 épisodes
  - 2008 : Men in Trees : Leçons de séduction (Men in Trees), épisode « Lire entre les lignes (Read Between the Minds) » (2-12)
  - 2008 : The Cleaner, épisode « Rebecca (Rebecca) » (1-10)
  - 2008 – 2012 : Private Practice, 7 épisodes
  - 2009 : The Beast, épisode « Capone (Mercy) » (1-8)
  - 2009 : Dirty Sexy Money, épisode « Les dessous de l'histoire (The Facts) » (2-10)
  - 2009 : Ugly Betty, 2 épisodes
  - 2009 : American Wives (Army Wives), épisode « En ce temps-là / Leurs meilleurs souvenirs (As Time Goes By) » (3-15)
  - 2009 : Les Mystères d'Eastwick (Eastwick), épisode « Message posthume (Red Ants and Black Widows) » (1-7)
  - 2010 : The Deep End, épisode « White Lies, Black Ties » (1-6)
  - 2010 : Super Hero Family (No Ordinary Family), épisode « Le Talon d’Achile (No Ordinary Accident) » (1-8)
  - 2011 – 2012 : Mentalist (The Mentalist), 3 épisodes
  - 2011 – 2012 : La Loi selon Harry (Harry's Law), 2 épisodes
  - 2012 : Body of Proof, épisode « Peur sur la ville (partie 2) / Virus (partie 2) (Going Viral, Part 2) » (2-19)
  - 2012 – 2015 : Scandal, 14 épisodes

### Producteur

#### Au cinéma
- Courts métrages
  - 2003 : George & Gracie de Tom Verica

#### À la télévision
- Séries télévisées
  - 2012 – 2014 : Scandal, 40 épisodes